# Colas Ricard
Vous pouvez aider à l'améliorer ou bien discuter des problèmes sur sa page de discussion.
- Il ne cite pas suffisamment ses sources. Vous pouvez indiquer les passages à sourcer avec {{référence nécessaire}} ou {{Référence souhaitée}}, et inclure les références utiles en les liant aux notes de bas de page. (Marqué depuis mars 2024)
- Cet article biographique nécessite des références supplémentaires pour assurer sa vérifiabilité. (Marqué depuis mars 2024)
- Certaines informations devraient être mieux reliées aux sources mentionnées dans la bibliographie ou les liens externes. Améliorez sa vérifiabilité en les associant par des références. (Marqué depuis mars 2024)
- Il ne s’appuie pas, ou pas assez, sur des sources secondaires ou tertiaires. (Marqué depuis mars 2024)
- Il contient une ou plusieurs listes. Le texte gagnerait à être rédigé sous la forme d’un ou plusieurs paragraphes synthétiques, afin d’être plus agréable à lire. (Marqué depuis mars 2024)

- Archive Wikiwix
- Bing
- Cairn
- DuckDuckGo
- E. Universalis
- Gallica
- Google
- G. Books
- G. News
- G. Scholar
- Persée
- Qwant
- (zh) Baidu
- (ru) Yandex
- (wd) trouver des œuvres sur Wikidata

Pour les articles homonymes, voir Colas et Ricard (homonymie).
Colas Ricard est un cinéaste et vidéaste français né le 8 mars 1971.

## Carrière
Après avoir suivi une triple formation à l'École supérieure d'audiovisuel de Toulouse, aux Beaux-Arts (Institut d'Art Visuel d'Orléans), puis à l'École de l'image d'Épinal, Colas Ricard se tourne vers une formation au cinéma artisanal en autodidacte et auprès de plusieurs associations. 
Lauréat de la Fondation de France 2001, il devient membre du collectif Les Petits Films et réalisera plus d'une cinquantaine de films, vidéos ou impros. Travaillant notamment avec des appareils Super 8 ou du 16 millimètres, la plupart de ses films sont projetés dans le cadre de performances visuelles. Son travail a été présenté dans de nombreux pays (France, Belgique, Suisse, Allemagne, Italie, Espagne, Angleterre, Usa, Émirats arabes unis...).
Initiateur du projet exprmntl.net (consacré aux pratiques audiovisuelles alternatives et de contraintes.net consacré aux contraintes artistiques volontaires) il est également programmateur, intervenant labo, intervenant en milieu scolaire, rédacteur. Il est aussi l'auteur de plusieurs manuels consacrés respectivement à l'initiation aux échecs et à la chimie des pellicules super 8.
En 2009, il fonde l'association Treiz avec Maïté Fraeye et Benoît Lamy. Il vit et travaille en Bretagne.
En décembre 2020, il se lance dans l'édition de livres en créant avec Ana Sá les éditions A·k·a.

## Filmographie sélective
- 1998 : le journal d'Agnes (16mm)
- 1998 : tandem : faux raccords (16mm)
- 1998 à 2003 : L'invention de la route (16mm)
- 1999 : Ich bin ein Berliner (16mm)
- 2001 : Le mur (16mm)
- 2002 : En-corps (super 8)
- 2003 : L'hirondelle (super 8)
- 2005 : t i k a l (super 8)
- 2009 : Flew away (super 8)
- 2009 : Trou noir (super 8)
- 2010 : La bouche (super 8)
- 2010 : BBR avec Lucie Rivoalen (super 8)
- 2011 : l'enfer  c'est les chiens (nostalogie aussi) (16mm)
- 2012 : Le monde à l'envers : l'enfance (numérique)
- 2012 : Jusqu'au cou avec Alice Heit (super 8)
- 2012 : Kannst du französisch/Magst du französisch avec Nikan Rezai (numérique)
- 2013 : Chut avec Hervé Brunet (numérique)

## Publications sur le web
Shining (critique du film de Kubrick)
Disparition, effacements…- janvier 1998
- « Disparition, effacements : colas ricard », sur colasricard.net via Internet Archive (consulté le 8 janvier 2024)

Effacer, matérialiser- janvier 1998
- « Effacer, materialiser : colas ricard », sur colasricard.net via Wikiwix (consulté le 8 janvier 2024)

Rematérialiser - novembre 1998
- « Rematerialiser : colas ricard », sur colasricard.net via Wikiwix (consulté le 8 janvier 2024)

## Festivals
Listes non exhaustives de festivals ayant diffusés des films de Colas Ricard
- 29e Festival international de Huesca
- 31e Festival de Marcigny
- 3e Festival des Cinémas Différents de Paris
- 10e Festival Cinérail
- 3e Festival Les Inattendus
- 8e Rencontres des Arts Électroniques "e-motion 2002" - Rennes, France, oct. 2002
- 22e Festival Viper - Basel, Suisse, oct. 2002
- 9e Rencontres internationales Paris-Berlin
- 1er Festival Poem
- 2e Emirates film competition d'Abu Dhabi
- 6e Super 8 mai
- 4e Festival des Cinémas Différents de Paris
- 39e Festival du film de Pesaro
- 1er Festival Paris Cinéma
- 16e Instants vidéos de Manosque
- 5e Festival des Cinémas Différents de Paris
- 16e Festival Premiers Plans
- 4e Festival Les Inattendus
- 7e Traverses Vidéo
- 4e Exit
- 19e Vidéoformes
- 7e Super 8 mai
- 2e Festival Norapolis
- 2e inconnu festival
- 4e Festival Images Contre Nature
- 7e Traverses Vidéo
- 1er mois du super 8
- 3e inconnu festival
- pSch()tt #4
- 14e Rencontres Traces de vie
- 17e Festival Premiers Plans
- 8e Traverses Vidéo
- 14e Festival Côté Court
- 1er Festival "Une bobine"
- 5e Bazouges fait son cinéma
- 5e Festival Images contre nature
- 1e Kino International de Liège
- 1e Kino International de Caen
- 4e Kino International de Marseille
- 5e Kino International de Mayence
- 13e Kino International de Berlin
- 2e Kino ultra-local de Campénéac
- "Hors Format" 2012 à Rennes

### Autres pages sur le web
- Site officiel
- Site de l'association Treiz
- « Colas Ricard » (présentation), sur l'Internet Movie Database